# Фіцкалинець Василь Васильович
Васи́ль Васи́льович Фіцкалинець (11 жовтня 1974 — 31 травня 2016) — старший сержант Збройних сил України, учасник російсько-української війни.

## Життєпис
Народився 1974 року в селі Старе Давидково (Мукачівський район, Закарпатська область).
Проживав у містах Ірпінь та Буча із сім'єю.
Мобілізований 16 липня 2015 року до лав ЗСУ. Працював інструктором на Яворівському військовому полігоні. Здобув високий рівень підготовки, переведений на передову з квітня 2016 року; старший сержант, снайпер-розвідник 53-ї окремої механізованої бригади, командир відділення взводу снайперів.
31 травня 2016 загинув від кулі ворожого снайпера близько полуночі поблизу смт Зайцеве, в тому ж часі від мінометного обстрілу постраждало ще троє військовослужбовців.
Відбулося прощання в Ірпені та у Бучі, похований 5 червня 2016 року з військовими почестями на Алеї слави Героїв кладовища міста Буча.
Після смерті без Василя лишились батьки: Фіцкалинець Василь Лукич та Фіцкалинець Марія Михайлівна, донька Анна-Ніколетта (1998 р.н) від попереднього офіційного шлюбу Василя Фіцкалинця, які проживають в Закарпатській області та вагітна дружина Валентина та двоє хлопців — Павло (2002 р.н. від попереднього шлюбу дружини) та Богдан (2009 р.н) від загиблого, проживаючих у м. Буча.

## Нагороди та вшанування
- указом Президента України № 476/2016 від 27 жовтня 2016 року «за особисту мужність і високий професіоналізм, виявлені у захисті державного суверенітету та територіальної цілісності України, вірність військовій присязі» — нагороджений орденом «За мужність» III ступеня (посмертно)[5]
- нагороджений відзнакою «За вірність народу України» І-го ступеня (посмертно)
- нагороджений медаллю «Захиснику Батьківщини» (посмертно)
- у жовтні 2017 року в Ірпені відкрито меморіальну дошку Василю Фіцкалинцю.